# Archimbaldo VIII de Borbón
Archimbaldo VIII de Borbon, apodado el Grande, (1189-1242) fue un gobernante (sire) de Bourbonnais en la región moderna de Auvernia, Francia. Sus padres fueron Guido II de Dampierre y Matilde de Borbón.
La primera esposa de Archimbaldo fue Alicia Guigone de Forez. Se casaron en 1205. Antes de ser repudiada, Alicia dio a luz a:
- Margarita[1]

Archimbaldo se casó después con Beatriz de Montluçon, con quien tuvo;
- Archimbaldo IX de Borbón[3]
- Guillermo (Seigneur de Beçay)
- María, esposa de Juan I de Dreux[4]
- Beatriz, esposa de Beraldo VI de Mercœur.